# Gollion
Gollion ist eine politische Gemeinde im Distrikt Morges des Kantons Waadt in der Schweiz.

## Geographie

Luftbild (1949)

Gollion liegt auf 506 m ü. M., 8 km nördlich der Bezirkshauptstadt Morges (Luftlinie). Das Haufendorf erstreckt sich an einem leicht nach Süden geneigten Hang der Hochfläche des südwestlichen Gros de Vaud, westlich des Tals der Venoge, im Waadtländer Mittelland.
Die Fläche des 5,4 km² grossen Gemeindegebiets umfasst einen Abschnitt im Südwesten des Gros de Vaud, der Kornkammer des Kantons Waadt. Den Hauptteil des Gemeindebodens nimmt das leicht gewellte Hochplateau ein, das im Norden von Gollion auf dem bewaldeten Hügel Brichy mit 561 m ü. M. den höchsten Punkt erreicht. In dieses Plateau sind im Norden der Bach Ruisseau de l'Ouffema, im Süden die Senoge eingeschnitten, welche jeweils die Grenze bilden. Im Osten reicht das Gebiet in die Talniederung der Venoge. Von der Gemeindefläche entfielen 1997 7 % auf Siedlungen, 11 % auf Wald und Gehölze und 82 % auf Landwirtschaft.
Gollion besteht aus zwei Ortsteilen, dem eigentlichen Gollion westlich und Mussel östlich der Hauptstrasse. Zum Ort gehören ferner der Weiler Crausaz (450 m ü. M.) am westlichen Talhang der Venoge und einige Einzelhöfe. Nachbargemeinden von Gollion sind Cossonay, Penthalaz, Penthaz, Vufflens-la-Ville, Aclens, Vullierens und Senarclens.

## Bevölkerung
Mit 1073 Einwohnern (Stand 31. Dezember 2023) gehört Gollion zu den kleineren Gemeinden des Kantons Waadt. Von den Bewohnern sind 90,3 % französischsprachig, 4,3 % deutschsprachig und 2,0 % portugiesischsprachig (Stand 2000). Die Bevölkerungszahl von Gollion belief sich 1850 auf 438 Einwohner, 1900 auf 456 Einwohner. Nachdem die Bevölkerung bis 1970 auf 351 Personen abgenommen hatte, wurde wieder eine rasche Bevölkerungszunahme beobachtet.

## Wirtschaft
Gollion war bis in die zweite Hälfte des 20. Jahrhunderts ein vorwiegend durch die Landwirtschaft geprägtes Dorf. Noch heute haben der Ackerbau und der Obstbau eine gewisse Bedeutung in der Erwerbsstruktur der Bevölkerung. Westlich des Dorfes gibt es einige kleinere Weinbaugebiete. Im Tal der Venoge bestanden seit dem 15. Jahrhundert mehrere Mühlen. Weitere Arbeitsplätze sind im lokalen Gewerbe und im Dienstleistungssektor vorhanden. Gollion ist Standort des kantonalen Unterrichtszentrums für den Zivilschutz. In den letzten Jahrzehnten hat sich das Dorf auch zu einer Wohngemeinde entwickelt. Viele Erwerbstätige sind deshalb Wegpendler, die vor allem im Grossraum Lausanne arbeiten.

## Verkehr
Die Gemeinde ist verkehrstechnisch recht gut erschlossen. Sie liegt an der Hauptstrasse von Morges nach Cossonay. Durch einen Postautokurs, der von Morges via Aclens nach Cossonay verkehrt, ist Gollion an das Netz des öffentlichen Verkehrs angebunden.
Der Bus zirkuliert jedoch nicht jeden Tag.

## Geschichte
Das Gemeindegebiet von Gollion war schon sehr früh besiedelt. Es sind Reste von Fluchtburgen der Helvetier erhalten, die auch in römischer und burgundischer Zeit wieder benutzt wurden. Die erste urkundliche Erwähnung des Ortes erfolgte 1228 unter dem Namen Gollun. 1235 erschien die Bezeichnung Gollon und 1453 Goillon. Der Ortsname geht auf das Wort gouille (Weiher, Wassertümpel) zurück.
Seit dem Mittelalter gehörte Gollion zur Herrschaft Cossonay, von 1472 bis 1677 zur Herrschaft L’Isle und danach bis 1798 zur Herrschaft Grancy. Mit der Eroberung der Waadt durch Bern im Jahr 1536 kam das Dorf unter die Verwaltung der Vogtei Morges. Nach dem Zusammenbruch des Ancien Régime gehörte Gollion von 1798 bis 1803 während der Helvetik zum Kanton Léman, der anschliessend mit der Inkraftsetzung der Mediationsverfassung im Kanton Waadt aufging. 1798 wurde es dem Bezirk Cossonay zugeteilt.

## Sehenswürdigkeiten
Die reformierte Pfarrkirche von Gollion wurde 1749 erbaut, der Frontturm stammt von 1861. In Crausaz bestand seit 1228 eine Johanniterkomturei, deren Gebäude im 18. Jahrhundert in ein Schloss umgebaut wurden. Im Ortskern sind einige typische Bauernhäuser aus dem 17. bis 19. Jahrhundert erhalten.